# Onitis parainflaticollis
Onitis parainflaticollis är en skalbaggsart som beskrevs av Ferreira 1977. Onitis parainflaticollis ingår i släktet Onitis och familjen bladhorningar. Inga underarter finns listade i Catalogue of Life.